# Liocranium pleurostigma
Liocranium pleurostigma är en fiskart som först beskrevs av Weber, 1913.  Liocranium pleurostigma ingår i släktet Liocranium och familjen Tetrarogidae. Inga underarter finns listade i Catalogue of Life.